# Lumines (serie)
Lumines (en japonés: ルミネス, romanizado: Ruminesu, pronunciado como "Loo-min-ess") es una serie de videojuegos de estrategia desarrollada por Q Entertainment. El objetivo central de los juegos es sobrevivir rotando y alineando bloques de 2×2 que varían entre dos colores para formar cuadrados de 2×2 de un solo color que se borrarán cuando la línea de tiempo pase sobre ellos. El juego se pierde cuando los bloques llegan a la parte superior del campo de juego.
La serie se concibió inicialmente cuando Tetsuya Mizuguchi se enteró de la PlayStation Portable y quiso desarrollar un juego para ella. Desde el lanzamiento original, se han desarrollado y lanzado varias secuelas para múltiples plataformas, incluidas PC, PlayStation 2, PlayStation 3, PlayStation Portable, PlayStation Vita, Xbox 360, Xbox One, Nintendo Switch, teléfono móvil, iOS y Android.
La serie ha recibido muchas críticas positivas y premios, y el original recibió las calificaciones de puntuación de revisión más altas y la mayoría de los premios.

## Jugabilidad
Lumines es un juego de lanzamiento de bloques que al principio parece similar a Columns y Tetris. El juego se compone de un campo de juego de cuadrícula de 16×10. Una secuencia de bloques de 2×2 que varían entre dos colores caen desde la parte superior del campo de juego. Cuando parte de un bloque que cae golpea una obstrucción, la porción restante se separará y continuará cayendo. Una "línea de tiempo" vertical recorre el campo de juego de izquierda a derecha. Cuando se crea un grupo de bloques de 2×2 del mismo color en el campo de juego, se crea un "cuadrado de color". Cuando la línea de tiempo lo atraviese, el cuadrado de color desaparecerá y se sumarán puntos a la puntuación total del jugador. Si el cuadrado de color se crea en medio de la línea de tiempo, la línea de tiempo solo ocupará la mitad del cuadrado de color y no se otorgarán puntos. Ciertos bloques con gemas se conocen como "bloques especiales" y si se usan para crear cuadrados de colores, En algunos juegos de la serie, el bloque especial se reemplaza con el "bloque de cadena", que se conecta a todos los bloques adyacentes, sin importar si se crea un cuadrado.
Los juegos cuentan con máscaras de fondo, que cambian la apariencia de las imágenes y los bloques, y contienen una pista de música y efectos de sonido diferentes. Las máscaras se desbloquean al progresar a través de los diferentes modos de juego. Las máscaras tienen diferentes velocidades de línea de tiempo, según el tempo de la pista. Esto puede afectar la jugabilidad; Las líneas de tiempo más rápidas dificultan la creación de grandes combos, y las líneas de tiempo más lentas pueden hacer que el campo de juego se llene mientras se espera que la línea de tiempo borre los cuadrados.
El objetivo es rotar y alinear los bloques de forma que se creen cuadrados de colores. Los multiplicadores de puntuación crecientes se obtienen al borrar repetidamente 3 o 4 cuadrados (según el juego) en barridos consecutivos de la línea de tiempo. Las bonificaciones de puntuación también se otorgan al reducir todas las fichas restantes a un solo color o al eliminar por completo todas las fichas no activas de la pantalla. Se pueden compartir varios cuadrados de colores del mismo color entre una sola forma geométrica. Por ejemplo, si uno debe obtener un área de 2x3 de bloques coincidentes, la parte central se "compartirá" con las mitades izquierda y derecha y creará dos cuadrados de colores. El jugador pierde cuando los bloques se acumulan hasta la parte superior de la cuadrícula.

## Desarrollo
| 2004 | Lumines                                               |
| 2005 |                                                       |
| 2006 | Lumines Live! Lumines II Lumines: Puzzle Music Mobile |
| 2007 | Lumines Plus                                          |
| 2008 |                                                       |
| 2009 | Lumines Supernova Lumines: Touch Fusion               |
| 2010 | Lumines: In The House Ibiza '10                       |
| 2011 | Lumines: Electronic Symphony                          |
| 2012 |                                                       |
| 2013 |                                                       |
| 2014 |                                                       |
| 2015 |                                                       |
| 2016 | Lumines: Puzzle & Music                               |
| 2017 |                                                       |
| 2018 | Lumines Remastered                                    |

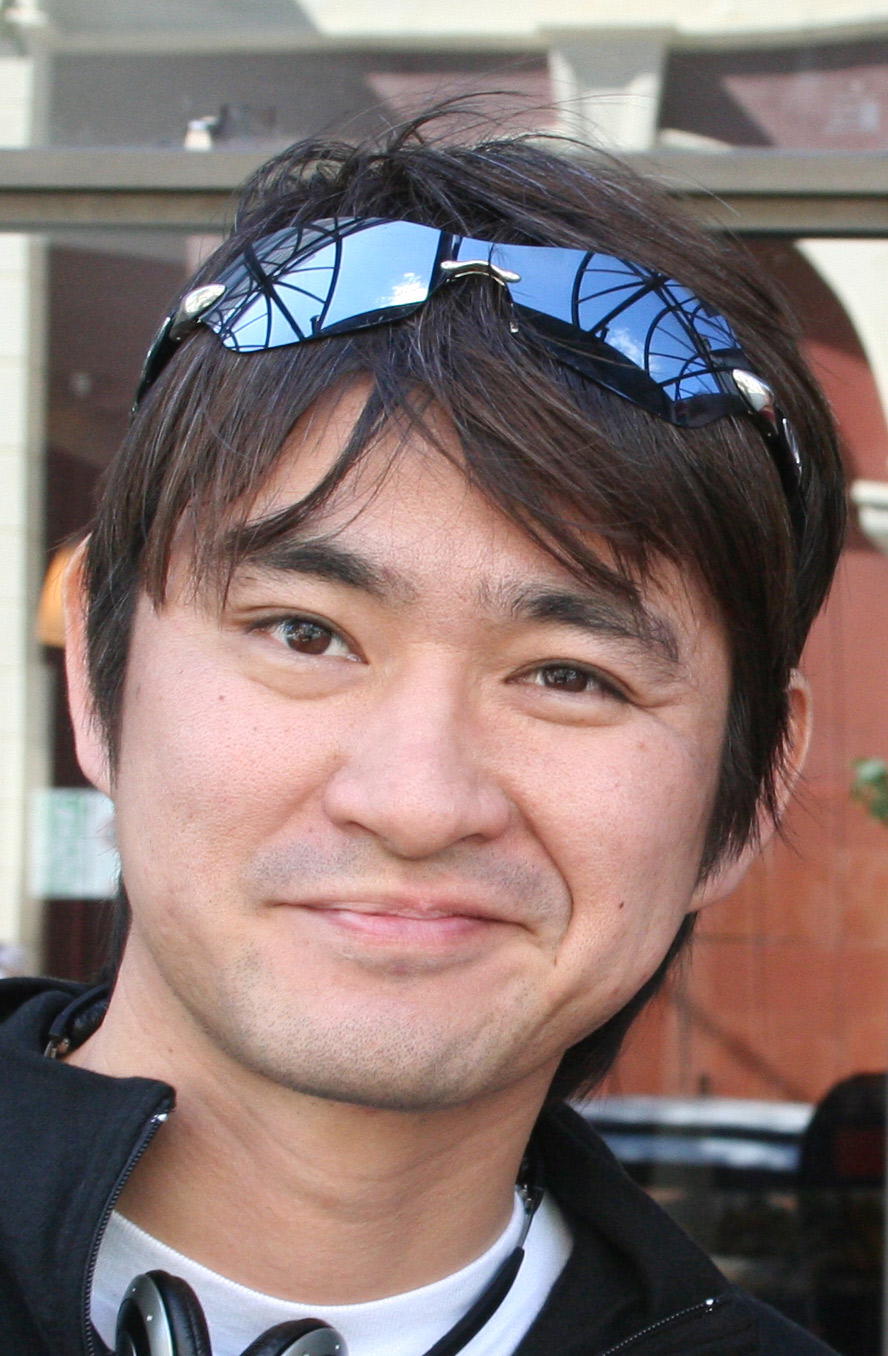
Tetsuya Mizuguchi, el creador de Lumines, estuvo involucrado en cada entrada principal de la serie.

La serie comenzó con Lumines: Puzzle Fusion. El juego fue el primer juego desarrollado por Q Entertainment y fue un título de lanzamiento para PlayStation Portable. El juego fue desarrollado con una cantidad estimada de 4 o 5 personas durante más de 1 año. Mizuguchi se inspiró en la PSP cuando se enteró por primera vez de la tecnología. Describió la PlayStation Portable como un "Walkman interactivo " y una "máquina de sueños" debido a que el sistema es una de las pocas consolas portátiles de videojuegos con un conector para auriculares, lo que permite jugar en cualquier momento, en cualquier lugar y en cualquier estilo con buen sonido. Después de elegir la PSP como la próxima consola con la que trabajar, Mizuguchi se inspiró para crear un juego de rompecabezas con música. Mizuguchi dijo que quería que fuera un juego de rompecabezas audiovisual para el desafío, pero también quería hacer algo que fuera menos desalentador para los jugadores en comparación con sus títulos anteriores, Rez o Space Channel 5, para que atrajera a jugadores ocasionales. Originalmente, Mizuguchi quería hacer un juego de Tetris con música, pero debido a varios problemas, incluida la licencia, no fue posible en ese momento y se utilizó el concepto de Lumines en su lugar. Sus esperanzas originales finalmente se harían realidad cuando, en 2018, Tetris Effect fue lanzado para PS4. El subtítulo de Lumines "Puzzle Fusion" reflejaba que la música del juego era esencial para el juego en sí. Katsumi Yokota implementó reglas estrictas para la serie que seguirían el compás de las canciones, a excepción de "Big Elpaso". Esto se debió a que el campo de juego se dividió en 16 filas y la línea de tiempo necesitaba coincidir con el tempo de la música y sincronizarse con el ritmo. Mediante el uso del compás, permite que un total de dieciséis corcheas correspondan a dos compases con precisión.
Después del lanzamiento del juego, se desarrollaron tres títulos simultáneamente: Lumines Plus, Lumines II y Lumines Live! para PlayStation 2, PSP y Xbox 360 respectivamente. Tetsuya Mizuguchi quería lograr cosas diferentes para cada juego. Lumines Plus estaba destinado a ser un puerto directo del Lumines: Puzzle Fusion original con canciones y máscaras adicionales. Para Lumines II, Mizuguchi enfatizó que quería que el juego tuviera su propia atmósfera original y experiencia estilística, diferente del original. Además, canciones con licencia de artistas famosos como Gwen Stefani, Black Eyed Peas y The Chemical Brothers se incorporaron a la banda sonora del juego. Mizuguchi describió Lumines II como una fiesta y se describió a sí mismo como un organizador de fiestas para hacer la mayor experiencia de fiesta en la PSP. Para Lumines Live!, Mizuguchi desarrolló el juego con el concepto de personalizar la música y elegir y descargar nuevas canciones. El objetivo del juego era usar todo lo que estaba sucediendo durante el tiempo y hacerlo disponible a través de DLC. Mizuguchi comparó el juego con un canal de televisión donde transmiten lo que será lo próximo.
En el desarrollo original de Lumines: Puzzle Fusion, el audio tenía que completarse antes de finalizar el diseño de la máscara. Yokota decidió hacer un enfoque diferente con Lumines II y Lumines Live!. En cambio, los diseños de máscaras tuvieron prioridad para brindar sugerencias más concretas para el audio. Yokota afirmó que esto hizo posible una mayor variación de las pistas de música.

## Videojuegos

### Serie principal
| Título                       | Fecha de lanzamiento    | Fecha de lanzamiento    | Fecha de lanzamiento    | Plataforma(s) | Plataforma(s) | Plataforma(s) | Plataforma(s) | Plataforma(s) | Plataforma(s) | Plataforma(s) | Plataforma(s) | Plataforma(s) | Plataforma(s) | Plataforma(s) | Plataforma(s) |
| Título                       | Japón                   | Norteamérica            | Europa                  | AND           | iOS           | TEL           | PC            | PS2           | PS3           | PS4           | PSP           | PSVita        | X360          | XONE          | NS            |
| ---------------------------- | ----------------------- | ----------------------- | ----------------------- | ------------- | ------------- | ------------- | ------------- | ------------- | ------------- | ------------- | ------------- | ------------- | ------------- | ------------- | ------------- |
| Lumines                      | 12 de diciembre de 2004 | 22 de marzo de 2005     | 1 de septiembre de 2005 | No            | No            | Sí            | Sí            | Sí            | No            | No            | Sí            | No            | No            | No            | No            |
| Lumines Live!                | 7 de marzo de 2007      | 24 de enero de 2007     | 18 de octubre de 2006   | No            | No            | No            | No            | No            | No            | No            | No            | No            | Sí            | No            | No            |
| Lumines II                   | 15 de febrero de 2007   | 6 de noviembre de 2006  | 17 de noviembre de 2006 | No            | No            | No            | No            | No            | No            | No            | Sí            | No            | No            | No            | No            |
| Lumines Supernova            | 18 de diciembre de 2008 | 15 de octubre de 2009   | 22 de octubre de 2009   | No            | No            | No            | No            | No            | Sí            | No            | No            | No            | No            | No            | No            |
| Lumines: Touch Fusion        | 27 de agosto de 2009    | 27 de agosto de 2009    | 27 de agosto de 2009    | No            | Sí            | No            | No            | No            | No            | No            | No            | No            | No            | No            | No            |
| Lumines: Electronic Symphony | 19 de abril de 2012     | 14 de febrero de 2012   | 22 de febrero de 2012   | No            | No            | No            | No            | No            | No            | No            | No            | Sí            | No            | No            | No            |
| Lumines: Puzzle & Music      | 19 de julio de 2016     | 1 de septiembre de 2016 | 1 de septiembre de 2016 | Sí            | Sí            | No            | No            | No            | No            | No            | No            | No            | No            | No            | No            |
| Lumines Remastered           | 26 de junio de 2018     | 26 de junio de 2018     | 26 de junio de 2018     | No            | No            | No            | Sí            | No            | No            | Sí            | No            | No            | No            | Sí            | Sí            |

### Teléfonos móviles
Se lanzaron varios títulos de teléfonos móviles en Japón, Europa y América del Norte. En Japón, diferentes operadores lanzaron varias versiones de teléfonos móviles como parte de la subserie Lumines Mobile. El primero se titula Lumines: Puzzle Music Mobile (en japonés: ルミネスモバイル, romanizado: Ruminesu mobairu) y fue lanzado el 18 de abril de 2007. El juego cambió de nombre entre operadores. La versión de i-mode se titula Lumines♪Puzzle & Music (en japonés: ルミネス♪パズル＆MUSIC), la versión de EZweb se titula Oto to hikari no Puzzle★Lumines (en japonés: 音と光のパズル★ルミネス, lit. 'Light and Sound Puzzle★Lumines') y la versión de Softbank se titula Lumines★Puzzle Music (en japonés: ルミネス★パズルMUSIC). Una versión personalizada de este juego para Mobage Town de DeNA titulado Lumines for Mobage fue lanzado el 24 de enero de 2008. Una versión para teléfono móvil de Lumines Live! fue lanzado preinstalado en el modelo N-02B de NTT Docomo. Se preinstaló otra versión de Lumines en el modelo de teléfono móvil N07A de NTT Docomo a través del widget i-αppli el 10 de julio de 2009.
En Europa y América del Norte, Q Entertainment lanzó dos versiones para teléfonos móviles. El primer juego para teléfonos móviles fue una adaptación del Lumines original: Puzzle Fusion desarrollado por Gameloft. El segundo juego para teléfonos móviles, titulado Lumines: In the House Ibiza '10, fue desarrollado por Connect2Media y lanzado en Europa el 11 de agosto de 2010 y en Norteamérica el 18 de marzo de 2012. El juego usa canciones de baile de Defected Records y máscaras para que coincida con la sensación de Defected Records. El juego contiene el modo Survival, el modo Time Attack, el modo Skin edit y el modo DigDown de títulos anteriores. En asociación con T-Mobile, se realizó una competencia para promocionar el juego que se llevó a cabo del 12 al 31 de agosto de 2010. Los ganadores recibieron productos de Defected Records.

## Recepción
| Videojuego                 | GameRankings | Metacritic |
| -------------------------- | ------------ | ---------- |
| Lumines: Puzzle Fusion     | 90%          | 89/100     |
| Lumines II                 | 81%          | 81/100     |
| Lumines Plus               | 75%          | 73/100     |
| Lumines Live!              | 77%          | 77/100     |
| Lumines Supernova          | 82%          | 80/100     |
| Lumines: Touch Fusion      | 52%          | ━          |
| Lumines: Electric Symphony | 84%          | 83/100     |
| Lumines: Puzzle & Music    | 84%          | 84/100     |
| Lumines Remastered         | 86%          | 85/100     |

A partir de 2018, la serie ha vendido más de 2,5 millones de unidades.
Lumines: Puzzle Fusion original ganó varios premios, entre ellos, Spike TV Video Game Awards 2005 al mejor juego portátil, GameSpot's 2005 PSP Game Of The Year, Electronic Gaming Monthly's 2005 Handheld Game Of The Year, Game Informer's "Top Lista de los 50 juegos de 2005". La canción de Lumines II, Heavenly Star de Genki Rockets, fue nominada a Mejor Canción en los premios Spike TV Video Game Awards 2006.

## Legado
Lumines inspiró múltiples clones. El primero es un clon de Microsoft Windows conocido como Luminator y fue lanzado en octubre de 2008 por BVH Distribution. El juego presenta música de DKDENT y se informó que se juega exactamente como Lumines sin desviaciones en el juego. Xider Games estaba desarrollando una versión para Nintendo DS y su lanzamiento estaba programado para agosto de 2007, pero no se publicó más información. Un videojuego desarrollado de forma independiente conocido como Irides: Master of Blocks y fue lanzado el 24 de junio de 2009. Fue desarrollado por MadPeet y publicado por Goat Store Publishing en Dreamcast.